# Sara Netanyahu
Sara Netanyahu (ebraico:שרה נתניהו; nata Ben-Artzi; Kiryat Tiv'on, 5 novembre 1958) è una psicologa e educatrice israeliana, moglie del primo ministro d'Israele, Benjamin Netanyahu, che ricopre l'incarico per la terza volta.

## Biografia
Sara Ben-Artzi (in seguito Sara Netanyahu) è nata nel novembre 1958 nella città settentrionale israeliana di Kiryat Tiv'on, vicino a Haifa. Suo padre, Shmuel Ben-Artzi, era un educatore, scrittore, poeta e biblista ebreo israeliano di origine polacca, morto nel 2011 all'età di 96 anni. Sua madre, Chava (nata Paritzky; 1922-2003), era una esponente "gerosolimitana" di sesta generazione. Ha tre fratelli, tutti vincitori del concorso israeliano di quiz sulla Bibbia: Matanya Ben-Artzi, professore di matematica, Hagai Ben-Artzi, professore di Bibbia e pensiero ebraico, e Amatzia Ben-Artzi, imprenditrice tecnologica. 

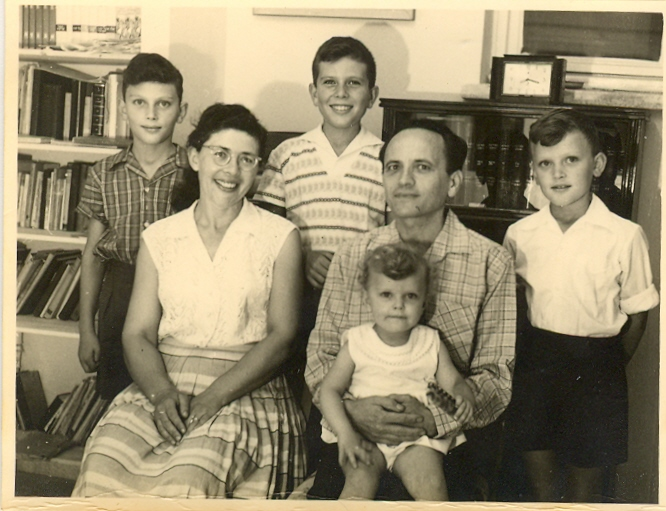
Sara in grembo al padre Shmuel Ben-Artzi, 1960

Ha frequentato la Greenberg High School di Kiryat Tiv'on, dove è stata una studentessa eccezionale. In seguito ha lavorato come reporter per Maariv LaNoar, un settimanale per adolescenti israeliani. Nelle Forze di Difesa Israeliane, è stata valutatrice psico-tecnica presso il Dipartimento di Scienze Comportamentali della Direzione dell'Intelligence Militare ("Aman"). Netanyahu ha conseguito una laurea in psicologia presso l'Università di Tel Aviv nel 1984 e un master presso l'Università Ebraica di Gerusalemme nel 1996.

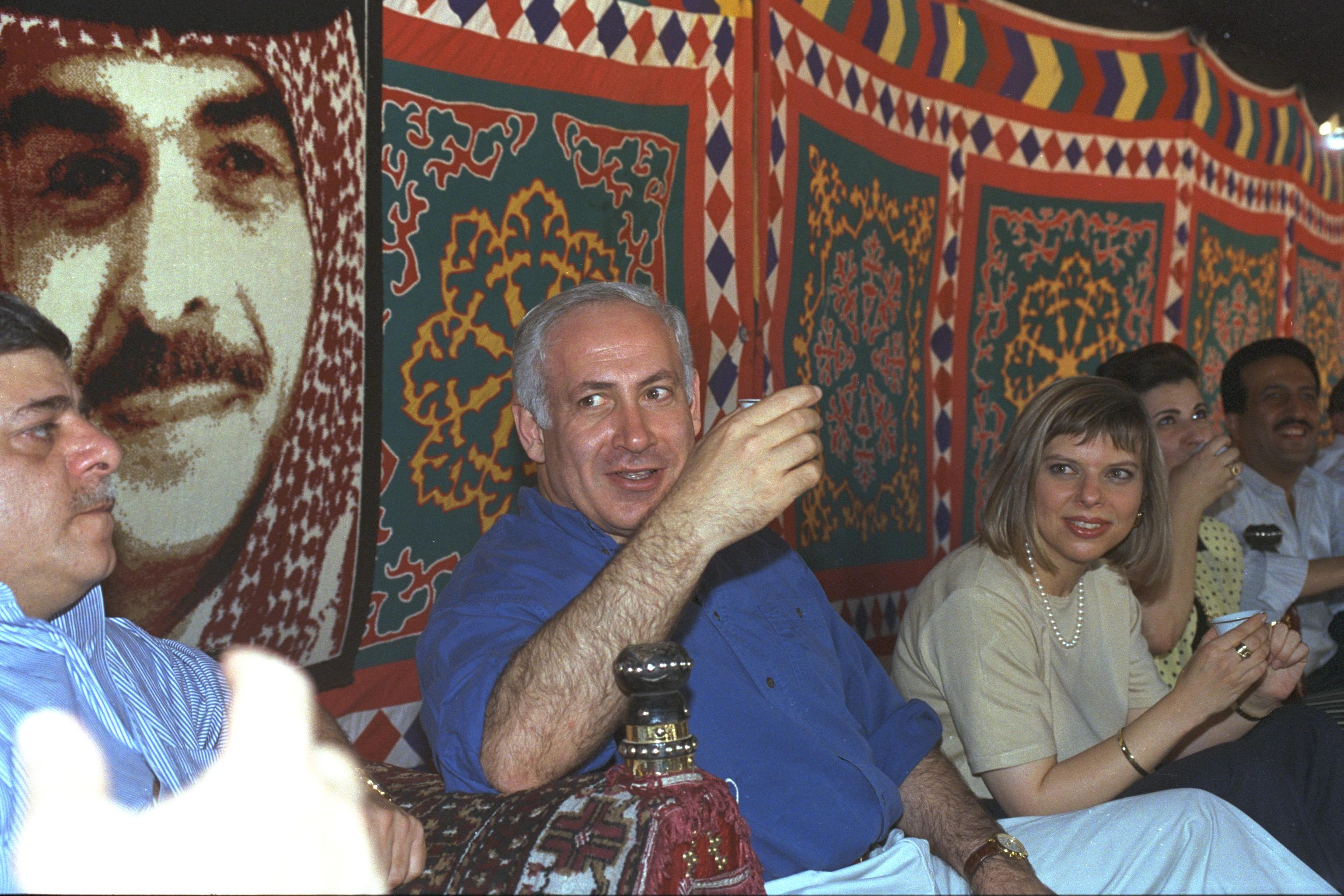
Il Primo ministro Benjamin Netanyahou e sua moglie Sara visitano una tenda beduina in Giordania (1996)

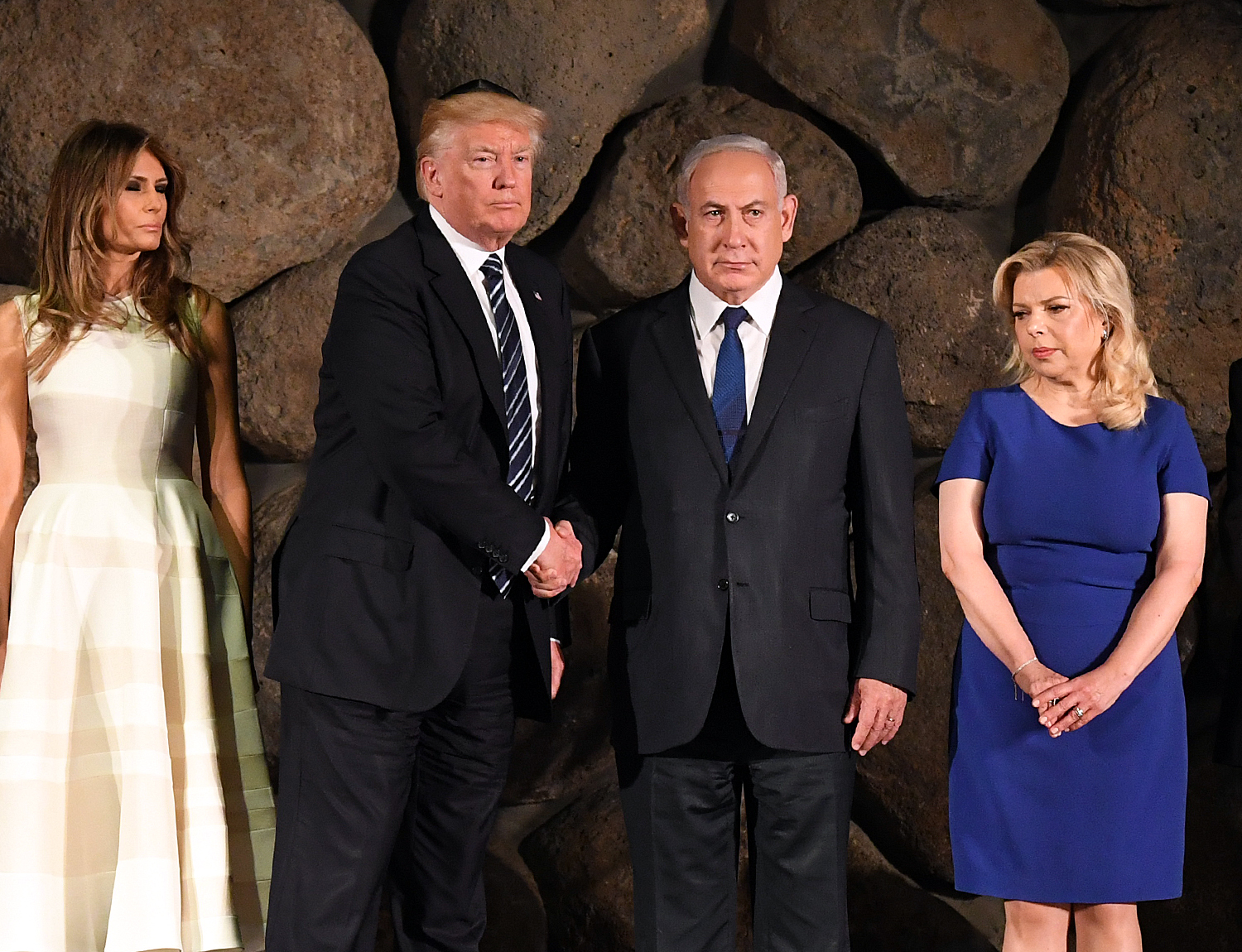
La coppia Netanyahou con Melania e Donald Trump (2017)

Netanyahu ha lavorato come valutatore psicotecnico di bambini dotati presso l'Istituto per la promozione della creatività e dell'eccellenza giovanile diretto dalla dottoressa Erika Landau e in un centro di riabilitazione del Ministero del Lavoro. Ha anche lavorato come assistente di volo El Al.
Come moglie del primo ministro, Sara Netanyahu ha presieduto Yad b'Yad, un'organizzazione umanitaria per i bambini vittime di abusi e Tza'ad Kadima per i bambini con paralisi cerebrale. Nel 2001 è andata a lavorare come psicologa dell'educazione nel servizio psicologico del Comune di Gerusalemme. Il suo lavoro comprende la diagnosi psicologica e il trattamento dei bambini nel sistema scolastico e l'assistenza ai bambini provenienti da famiglie in difficoltà.

### Influenza politica
Figura centrale nella vita politica israeliana al punto da essere nominata da Forbes la donna più potente del paese nel 2013, Sara Netanyahu è coinvolta nella nomina dei leader politici e militari di Israele. Lei stessa conduce alcune interviste in posizioni chiave, in particolare nell'esercito. Nel 2013, uno scontro tra Sara Netanyahu e Naftali Bennett, l'ex capo di gabinetto di suo marito che era diventato leader della destra religiosa, ha fatto guadagnare a quest'ultimo la sua posizione nella coalizione di governo.
"È stata coinvolta nel processo del Likud di destra negli ultimi decenni. Condivide anche con suo marito un certo approccio machiavellico alla politica, questo desiderio di aggrapparsi al potere a tutti i costi", afferma Nitzan Perelman, dottore in sociologia politica all'Università di Parigi-Cité.

## Controversie

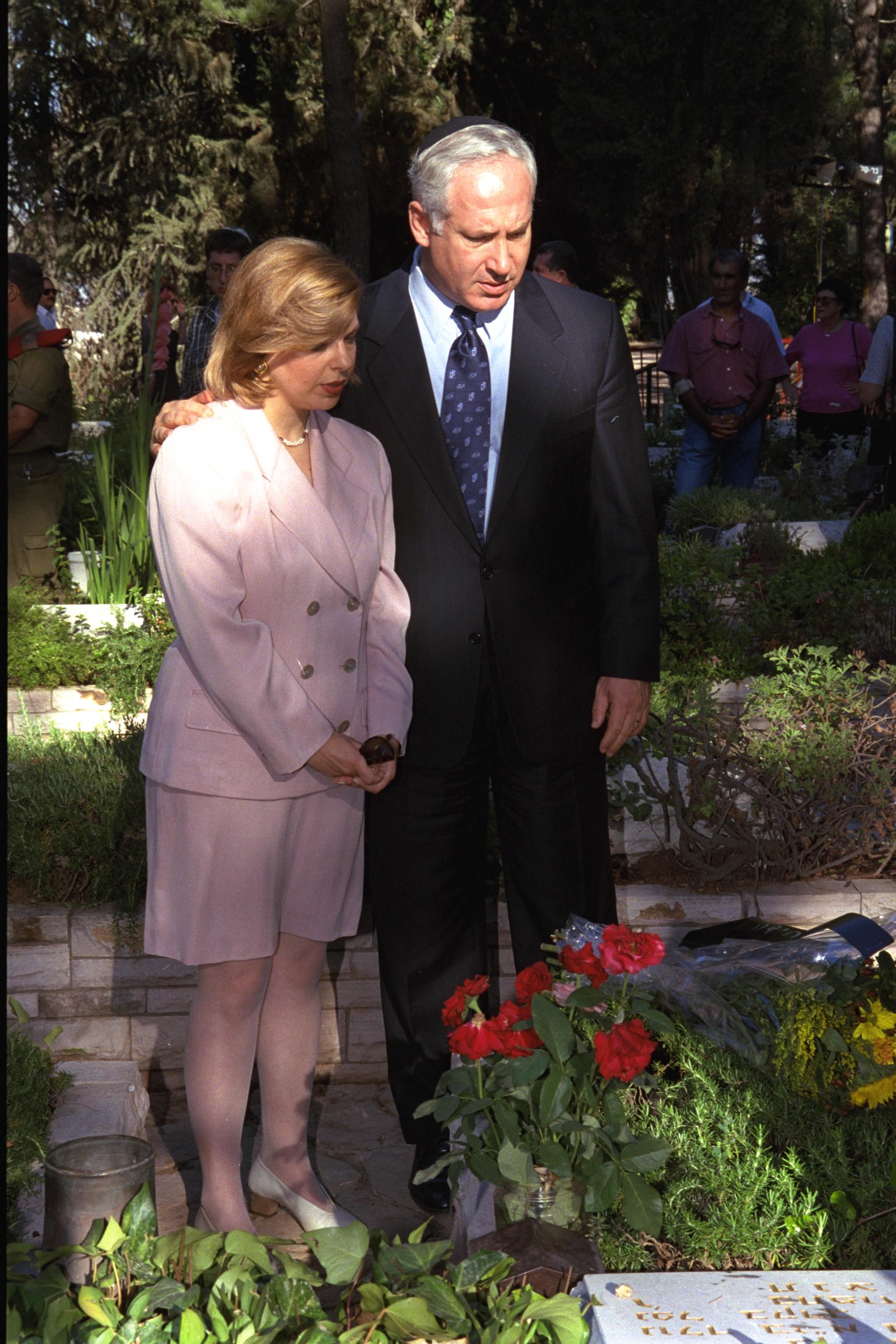
Sara e Benjamin Netanyahu sulla tomba del fratello di Benjamin, Yonatan Netanyahu, nel 1997

Netanyahu ha ricevuto molta attenzione da parte dei media, di solito con toni negativi e incentrati su scarse relazioni interpersonali. Ha vinto una causa per diffamazione intentata contro gli editori Schocken per averla falsamente diffamata, e una causa per diffamazione nel 2002 contro il giornale locale Kol Ha'ir, dopo che due notizie infondate sono state pubblicate su di lei nella colonna di gossip del giornale.

### Spese lussuose
Nel 2008, Channel 10, israeliano, ha riferito che quando si è recata a Londra con suo marito per una campagna di diplomazia pubblica durante la guerra del Libano del 2006, ha speso una grossa somma di denaro in lussi pagati da un donatore a Londra. In risposta, Netanyahu ha intentato una causa per diffamazione contro il canale.  Poiché il suo viaggio non era stato approvato dal Comitato Etico della Knesset, suo marito ricevette un'interpellanza dal comitato.

### Trattenute salariali
Nel gennaio 2010, la governante di famiglia ha citato in giudizio Sara Netanyahu in un tribunale del lavoro per trattenuta salariale, condizioni di lavoro ingiuste e abusi verbali. Netanyahu è stata citata in giudizio a partire dal marzo 2014 da un altro custode ed ex guardia del corpo della famiglia per le accuse di essere stata violenta nei suoi confronti. Nel febbraio 2016, il Tribunale del Lavoro di Gerusalemme si è pronunciato a favore del querelante Meni Naftali, che sosteneva che Sara Netanyahu aveva creato un ambiente di lavoro ostile e gli aveva concesso un risarcimento di 170.000 shekel. Il Tribunale Nazionale del Lavoro ha successivamente respinto il suo ricorso.

### Spese per pasti
Nel 2015, sono emersi rapporti secondo cui aveva ordinato pasti con catering e addebitato al governo quasi $ 100.000 per le spese quando l'ufficio del primo ministro aveva già assunto un cuoco. La polizia ha raccomandato di incriminarla nel 2016. L'8 settembre 2017, il procuratore generale Avichai Mandelblit ha annunciato che Netanyahu sarebbe stata accusata di aver ordinato pasti a spese dello Stato senza autorizzazione. Il 17 gennaio 2018 si è tenuta l'udienza preliminare. Gli avvocati di Netanyahu hanno incontrato Mandelblit, mentre lei stessa non ha partecipato, rompendo con la consuetudine. Dopo che i negoziati per un patteggiamento fallirono, il processo fu fissato per il 19 luglio. Gli avvocati di Netanyahu hanno sostenuto che i pasti sono stati ordinati da un assistente per i dignitari in visita.
Il 16 giugno 2019, Sara Netanyahu ha firmato un patteggiamento ed è stata condannata per uso improprio di fondi statali, con l'accusa più grave (quella di frode) ritirata. Le è stato ordinato di pagare 55.000 NIS ($ 15.275) allo stato.

### Inquisizione
Durante una visita a un memoriale portoghese per le vittime dell'Inquisizione, Sara Netanyahu ha dichiarato che anche la sua famiglia sta affrontando un'inquisizione.

### Accusa di molestie
Nel dicembre 2024 è stata accusata di aver molestato i testimoni durante il processo per corruzione contro il marito.

## Vita privata
Sara ha sposato Doron Neuberger nel 1980. La coppia ha divorziato nel 1987. Nel 1999, ha ottenuto un divieto dal tribunale sulle "Memorie" del suo ex marito, che stavano per pubblicare un'autobiografia con una lettera compromettente di 93 pagine firmata da Sara Netanyahu..
Nel 1991 sposò Benjamin Netanyahu come sua terza moglie, un politico del Likud che divenne primo ministro di Israele nel maggio 1996. Hanno due figli, Yair e Avner. Il loro figlio Avner ha vinto il concorso israeliano di quiz sulla Bibbia (National Bible Quiz) nel 2010 e si è classificato al terzo posto nell'International Bible Quiz.